# Чарапићи
Чарапићи су крајем XVIII века породично били обор-кнезови грочанске нахије, а од 1804. до 1813. године војводе грочанске нахије код Београда. Воде порекло од обор-кнеза грочанске нахије Марка Чарапића и војводе Василија Васе Чарапића, који је погинуо у битки за ослобођење Београда 29/30. новембра (11/ 12. децембра) 1806. Његов син грочански војвода Илија Чарапић био је ожењен Карађорђевом кћерком Стаменком Карађорђевић, а брат, војвода грочанске нахије Атанасије Чарапић (погинуо 1810) је прадеда краљице Драге Обреновић.

### Порекло
Чарапићи су пореклом из Куча, где постоји Чарапска баштина у братству Вујановићи.
Чарапићи су се у другој половини XVIII века настанили у Белом Потоку код Авале, грочанска нахија.
Кад су, око 1750. долазили из Куча, један део породице остао је у Ракову, у рудничкој нахији. Из тог дела породице је жена војводе Арсеније Ломе.
У Белом Потоку у подножју Авале настанили су се Јован и Иван Чарапићи из Куча.
Синови Јована Чарапића су обор кнез Марко Чарапић и Маринко Чарапић.
Синови Ивана Чарапића су Сава, војвода Василије - Васа Чарапић и војвода Атанасије Чарапић.
Сава И. Чарапић је умро у дубокој старости у Белом потоку. Имао је синове Ђурђа и Петра. Ђурађ С. Чарапић погинуо је у Чарапића буни 1826.

### Обор-кнез Марко Ј. Чарапић (-1804)
Обор-кнез грочанске нахије Марко Јованов Чарапић из Белог Потока код Авале, убијен је 1804. у Сечи кнезова у Калуђерици. Његови синови су Константин, Глигорије и Јован, према једном извору, а према другом Ђорђе и Петар.

#### Ђорђе М. Чарапић (-1826)
Убијен у Чарапића буни против кнеза Милоша (1826).

#### Петар М. Чарапић (-1826)
Убијен у Чарапића буни против кнеза Милоша (1826)

### Маринко Ј. Чарапић
Маринко Ј. Чарапић рођени је брат обор-кнеза Марка Чарапића.
Његови синови су Павле и Пантелија.

#### Капетан Пантелија М. Чарапић (-1855)
Арт. поручник Пантелија М. Чарапић, син Маринка Ј. Чарапића, братанац кнеза Марка Ј. Чарапића, је као добровољац учествовао 1848. у борбама против Мађара, чији је резултат био оснивање Српске Војводине. Поручника Пантелију Чарапића одликовао је за јунаштво показано у овим борбама аустријски цар златном медаљом. Умро је у Београду 1855, где је сахрањен код Маркове цркве на старом гробљу.
Арт. поручник Пантелија Чарапић имао је сина и кћерку..

### Војвода Васа И. Чарапић (1768-1806)
Грочански војвода (до 1806) Васа Чарапић, син Ивана Чарапића (мада се на документима може видети да се потписивао Велимиров Чарапић) наследио брата од стрица кнеза Марка Ј. Чарапића. У време аустријско-турског рата уписао се фрајкор и учествово је у борбама против турске војске у Кочиној крајини. Погинуо 1806. при заузимању Београда. Са женом Анастасијом (Настзом) имао је синове грочанског војводу Илију Чарапића, који је био ожењен Карађорђевом кћерком Стаменком, и Пантелију Чарапића, као и кћерке Јоку (Јованку) и Јелену - Јелу.

#### Војвода Илија В. Чарапић (-1842)
Грочански војвода (од 1810) Илија Чарапић, син војводе Васе Чарапића, Карађорђев зет, постављен за војводу грочанску када је имао само 18 година, пошто му је на Прахову погинуо стриц војвода Атанасије Чарапић.
Војвода Илија Чарапић, који је био и први управитељ Београда, са Стаменком Карађорђевић није имао деце. Илија Чарапић био је очух Стаменкине кћерке Јелене, којом се оженио Ђорђе Радојловић, родоначелник Радојловића.

#### Пантелија В. Чарапић
Пантелија В. Чарапић завршио у Русији кадетски корпус и постао официр. Повређен приликом гашења великог пожара добио озледе на глави. После оболео и ускоро умро.

### Сава И. Чарапић
Сава И. Чарапић, брат војводе Васе Чарапића, је умро у дубокој старости у Белом потоку. Имао је синове Ђурђа и Петра. Ђурађ С. Чарапић погинуо је у Чарапића буни 1826.

#### Ђурђе С. Чарапић (-1826)
Ђурђе С. Чарапић, син Саве Чарапића погинуо је у Чарапића буни против кнеза Милоша (1826).
Пантелија В. Чарапић је син војводе Васе Чарапића.

### Војвода Атанасије И. Чарапић (1810)
Грочански војвода (војвода грочанске кнежине грочанске нахије) (од 1806) Атанасије Чарапић (Танасије Чарапић) из Белог Потока код Авале, млађи брат војводе Васе Чарапића погинуо 1810. у битки на Прахову. Његова жена била је Ивана (рођака Карађорђеве жене Јелене), синови Ђорђе и Марко, кћерке Јека (удата у Болечу), Марта (удата у Иванчи), Ђурђија и Петрија (удату у Рипњу). Кућу је имао на Дорћолу, испод Пиринчане (остатака двора принца Александра Виртембершког) у днашњој Душановој улици, која је тада била главна улица (чаршија).

#### Ђорђе А. Чарапић, подвојвода (-1826)
Ђорђе А. Чарапић, син војводе Атанасија Чарапића, подвојвода у Првом устанку, и Марко су погинули у Чарапића буни. 
Ђорђе Чарапић био је помоћник војводе Лазара Мутапа. Борио се на Делиграду. Учествовао је и у Ђаковој буни против кнеза Милоша. Избегао је у Банат 1825. године, да би се заједно са братом Марком Чарапићем 1826. вратио у Србију и покушао на Цвети да подигне буну против кнеза Милоша, познату као Чарапића буна.

#### Марко А. Чарапић (-1826)
Марко А. Чарапић, син војводе Атанасија Чарапића, погинуо је у Буни Чарапића 1826. године.

#### Луњевице
Ђурђија Т. Чарапић, кћерка војводе Атанасија Чарапића је била удата за Николу Луњевицу.
Она је баба краљице Драге.
Њихов син је Пантелија Луњевица, окружни начелник, отац краљице Драге.

##### Пантелија Н. Луњевица (1840-1887)
Пантелија Луњевица, окружни начелник, отац краљице Драге.

### Чарапића буна 1826.
Синови грочанског војводе Атанасија Чарапића Ђорђе и Марко Чарапић организовали су Чарапића буну против кнеза Милоша 1826. године, која је у корену сурово угушена.
У буни су учествовали осим синова војводе Танасија Чарапића, Марка и Ђорђа, синови Саве Чарапића, Ђурађ и Петар Чарапићи, зет Танасија Чарапића Милован Гајић и Јован син кнеза Марка Чарапића. Против буне био је син Саве Чарапића Петар Чарапић.
Чарапиће је потера стигла испод Торлака, код Раковице, где су одмах убијени Ђорђе и Ђурађ Чарапићи, као и Милован Гајић. Тела убијених стављена су на точкове на Торлаку, поред пута.
Ухваћени Чарапићи одведени су у Рипањ и затворени у кући Арнаутовића, где су пре смрти прошли кроз мучења.
У време Чарапића буне, Илија Чарапић, син војводе Васе Чарапића предао се кнезу Милошу, који му је поштедео живот.
За казну породица Чарапића расељена је по разним местима у Србији. Тако је мајка Ђорђа и Марка Чарапића са другом децом расељена у Брусницу. Многи од Чарапића тада су променили и презиме. Књаз Милош понудио је Жујовићима да се населе 1827. на расељену баштину Чарапића што они нису прихватили, већ су се населили у Неменикућама.

### Ломпарићи
Рођака војводе Васе Чарапића из породице Ломпарић, Јелена Ломпарић, била је удата за Јована Тодоровића, учесника борби од 1804. до 1813. (прелазе у Нови Сад), сина Хаџи Тојана Тодоровића Требињца (који је из Херцеговине дошао у Карађорђеву Србију). Њихов син је Стеван Тодоровић, познати сликар,

#### Стеван Тодоровић (1832-1925) сликар
Стеван Тодоровић је био ожењен Полексијом Бан, кћерком Матије Бана дипломате и писца

### Сродници
Чарапићи су у сродству са Карађорђевићима, Ломама, Радојловићима, Луњевицама и др.